# Владимировский сельский совет (Красноградский район)
Владимировский сельский совет — входит в состав Красноградского района Харьковской области Украины.
Административный центр сельского совета находится в селе Владимировка.

## История
- 1924 — дата образования.

## Населённые пункты совета
- село Владимировка
- село Варваровка
- село Копанки
- село Лукашовка
- село Александровка
- посёлок Садовое